# Dodecagon

Dodecagon regulat

Dodecagonul este un poligon regulat cu 12 laturi și 12 unghiuri. Fiecare unghi al unui dodecagon regulat are 150°.
Aria unui dodecagon regulat care are latura de lungime {\displaystyle a} este dată de formula:
{\displaystyle A=3\cot \left({\frac {\pi }{12}}\right)a^{2}=3\left(2+{\sqrt {3}}\right)a^{2}\simeq 11,19615242a^{2}.}

## Construcție

Costrucția unul dodecagon regulat

Un dodecagon regulat poate fi desenat cu o riglă (cu galben) și un compas (cu gri), așa cum este arătat în animația de alături:  